# Tallipiha
La cour des écuries  (finnois : Tallipiha) est un groupe d'anciennes maisons en bois construites pour faire de l'équitation et située à l'ancienne usine Finlayson au centre de Tampere en Finlande.

## Histoire
La cour des écuries est construite au XIXe siècle.
Ses bâtiments sont richement décorés, dans le style du nationalisme romantique de la fin du XIXe siècle et de l'architecture carélienne. 
Dans la cour des écuries se trouvaient les étables de la famille Von Nottbeck (fi), ainsi que des dépendances et des appartements pour le personnel de service, tels que les gardiens de chevaux et les chauffeurs.
Le bloc devient une base pour les chauffeurs de camions d'usine au début du XXe siècle, lorsque les von Nottbeck quittent le palais Finlayson adjacent.
À cette époque, la cour des écuries s'appelle le quartier des chauffeurs. Les bâtiments de la cour des écuries ont été habités jusqu'aux années 1960. La zone était gravement dégradée avant que la ville ne la rachète en 1995. La cour des écuries a été rénovée à la fin des années 1990 pour devenir une destination touristique.
De nos jours, l'endroit sert toute l'année pour le commerce et l'organisation d' événements.

## Galerie

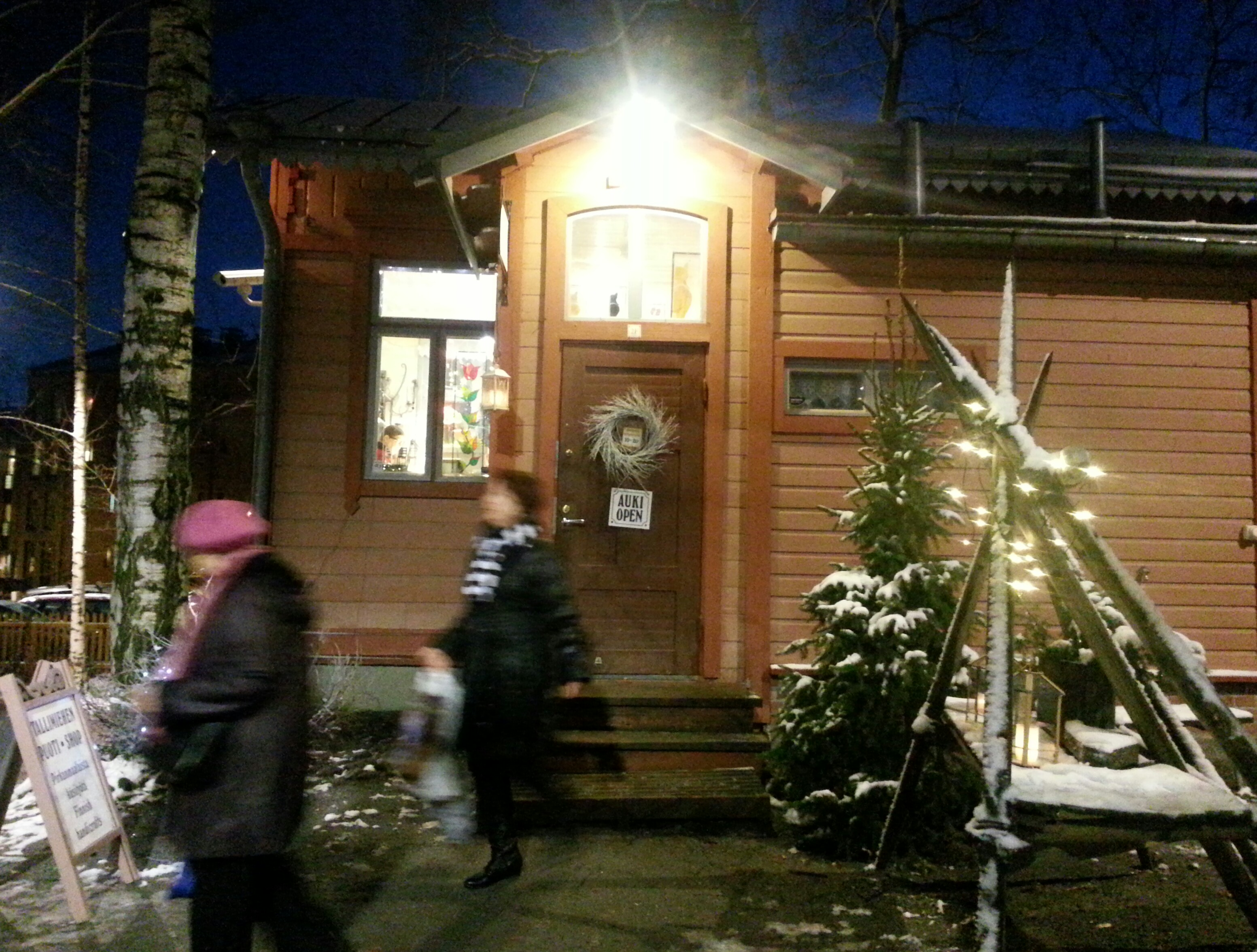
Boutique Tallimiehen puoti.
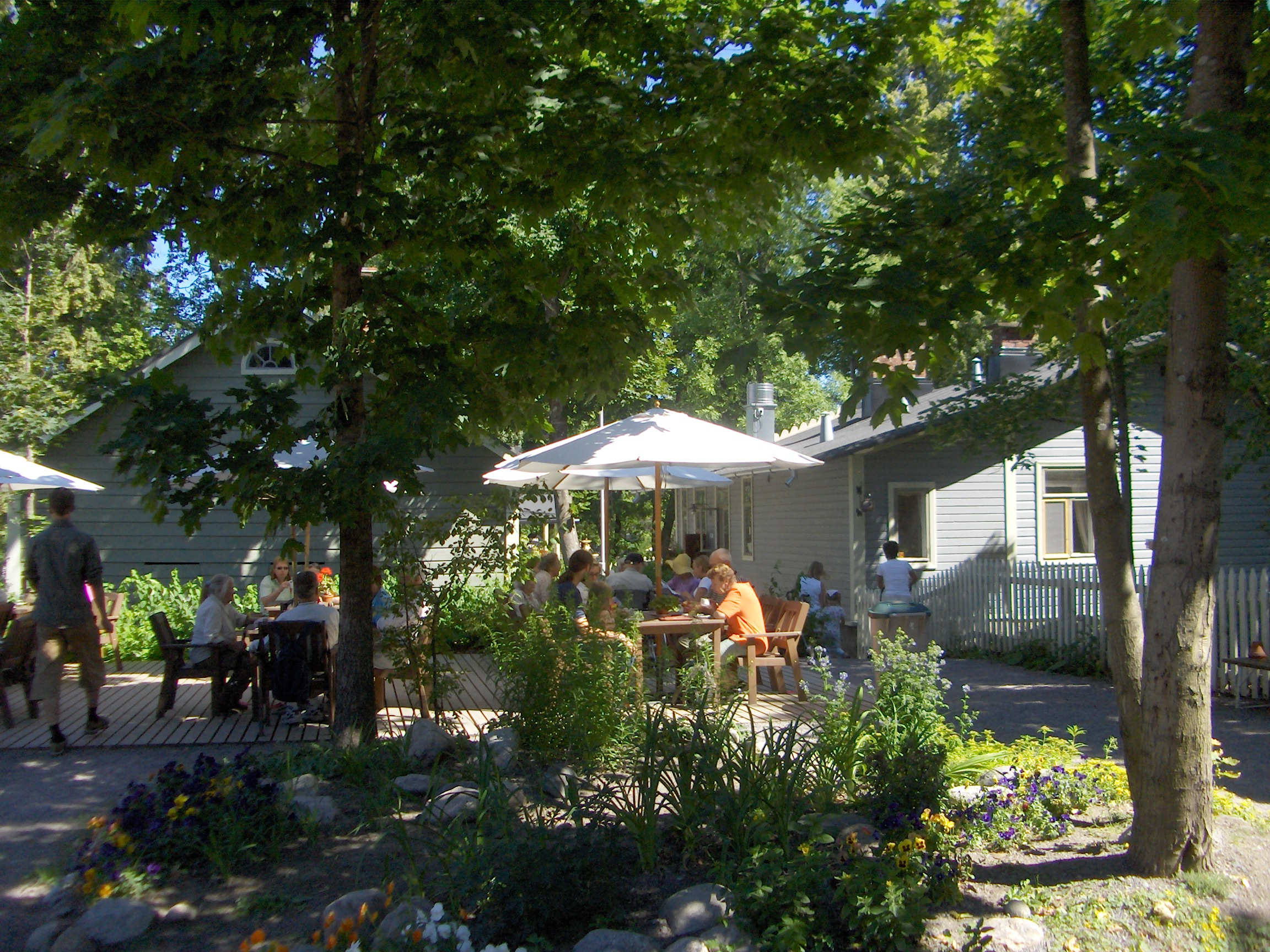
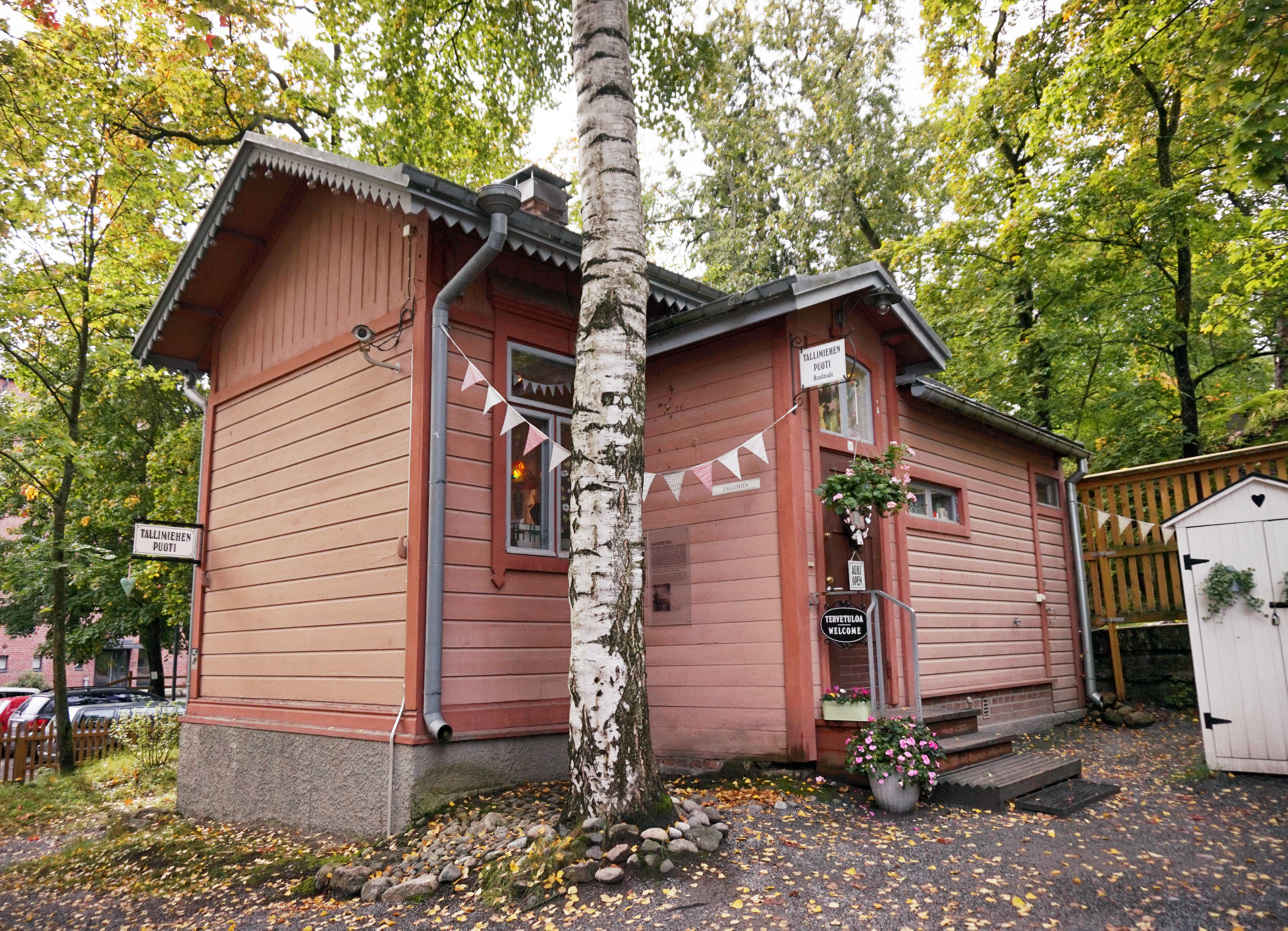
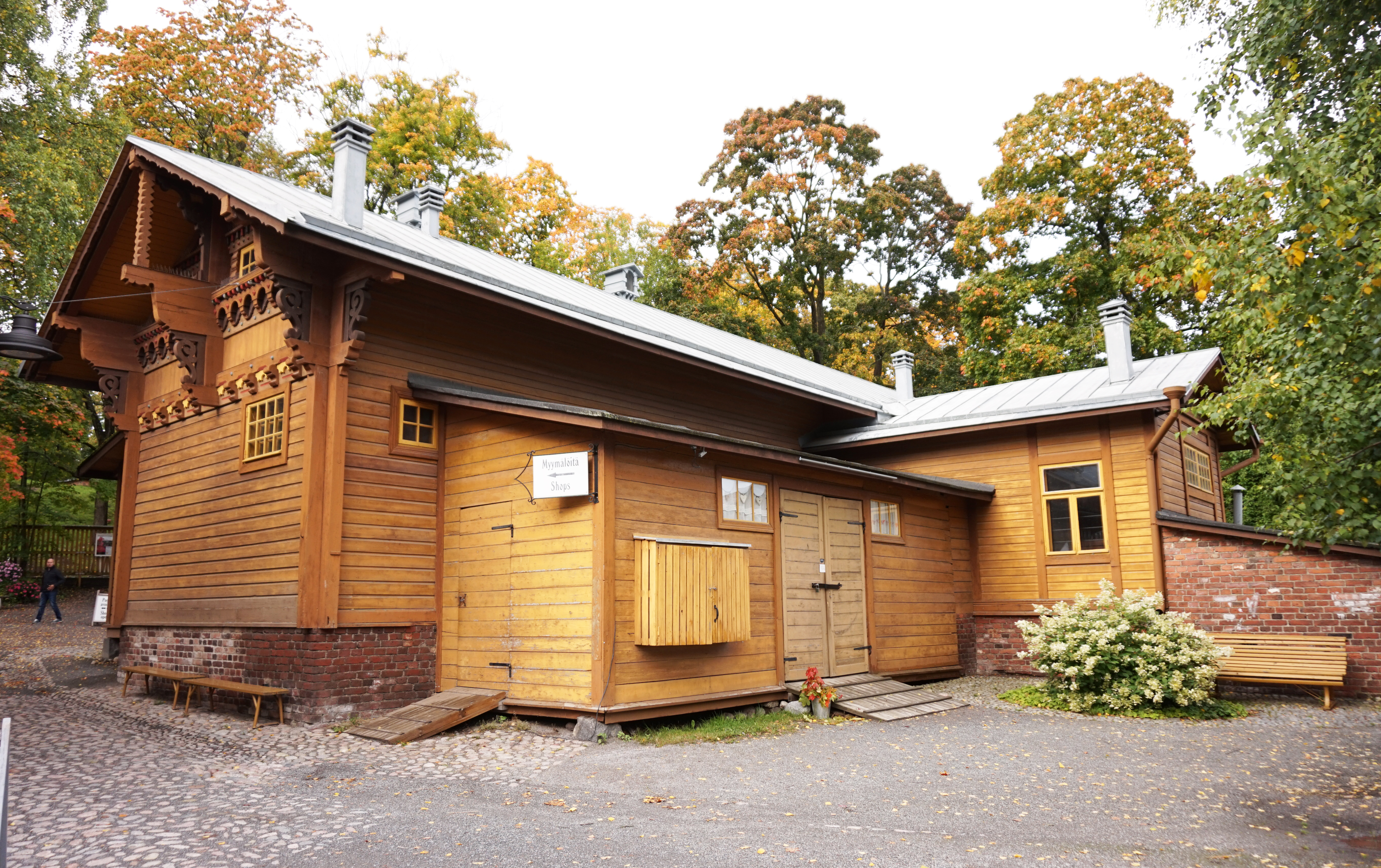
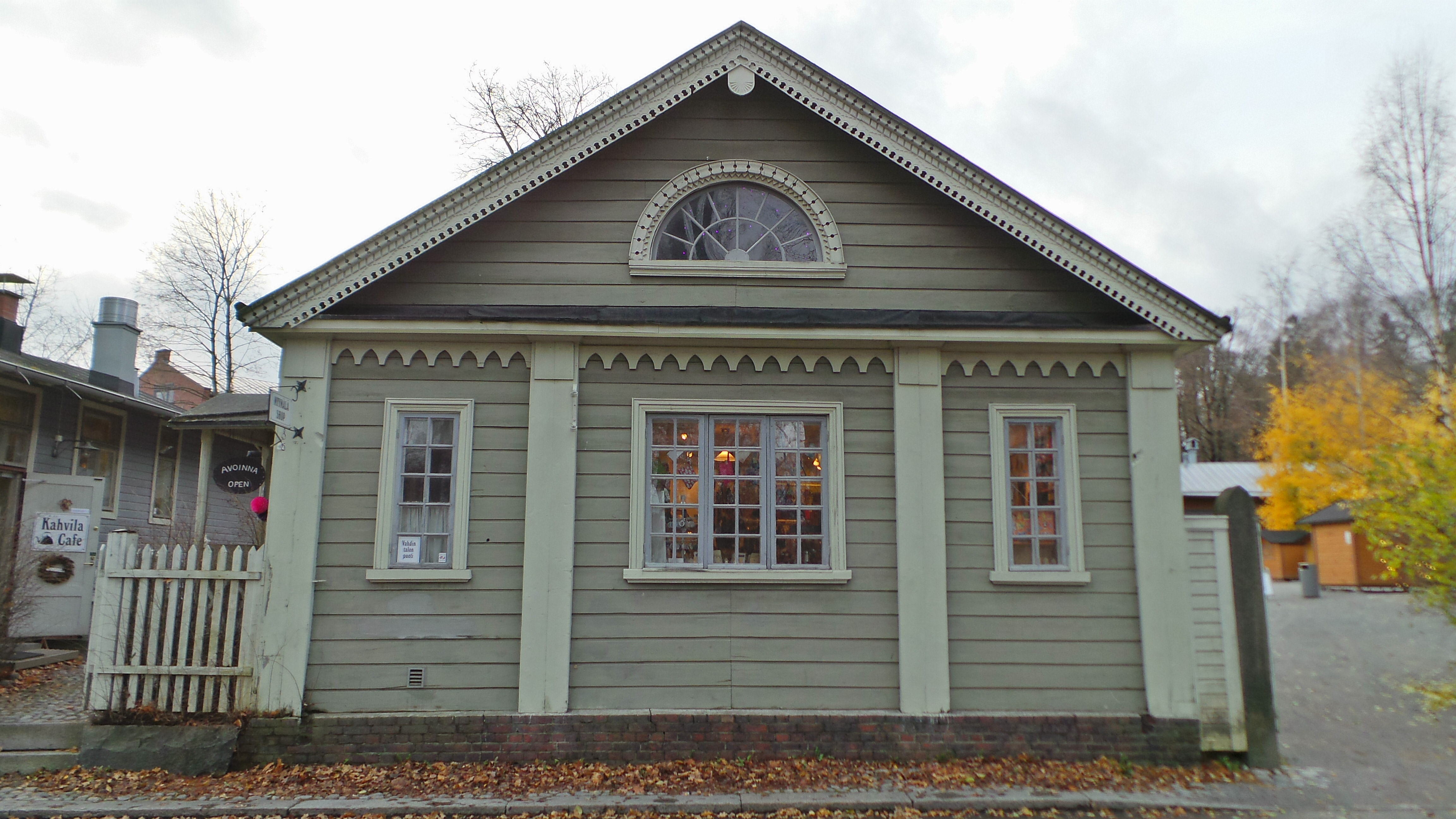
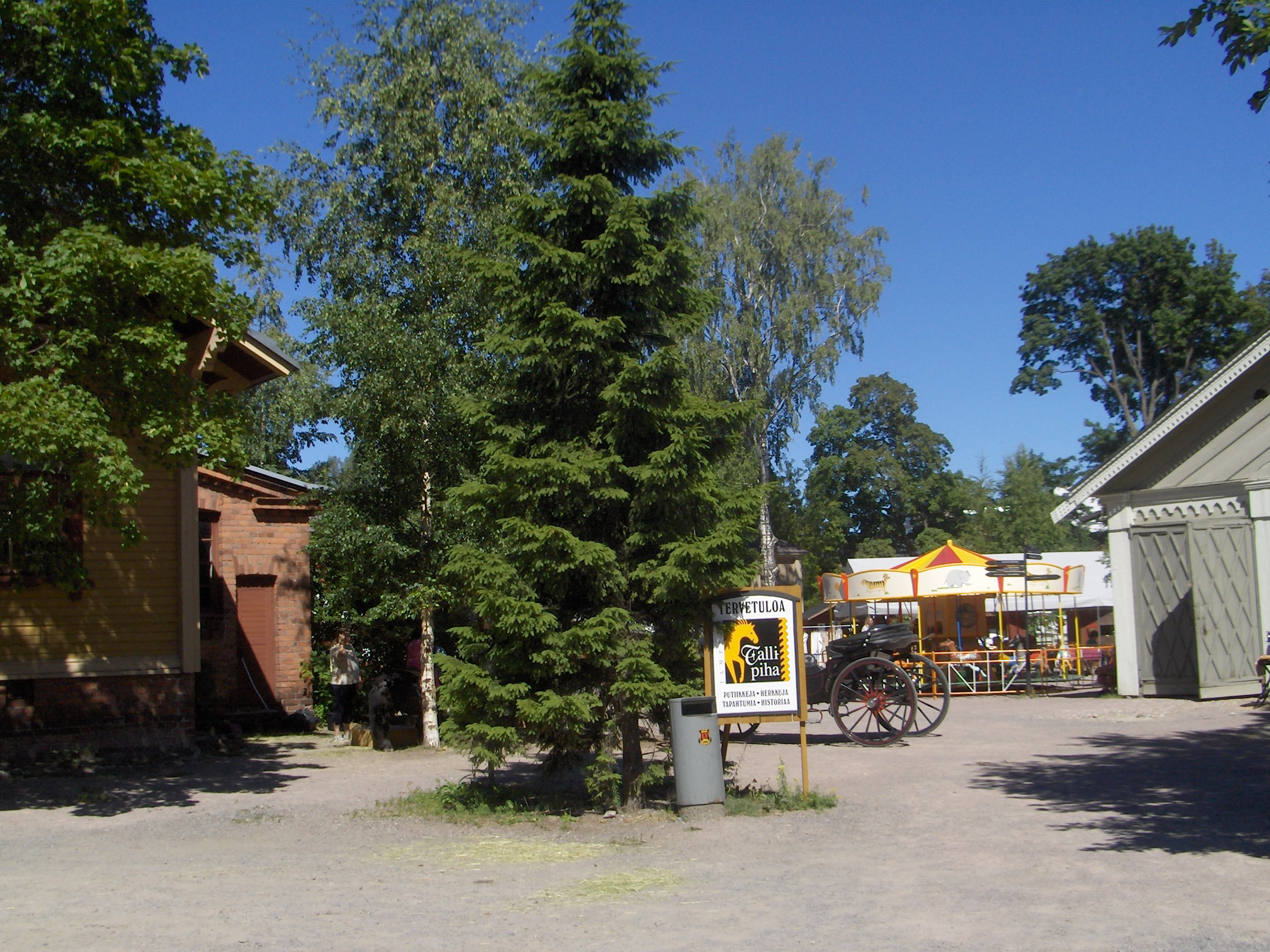
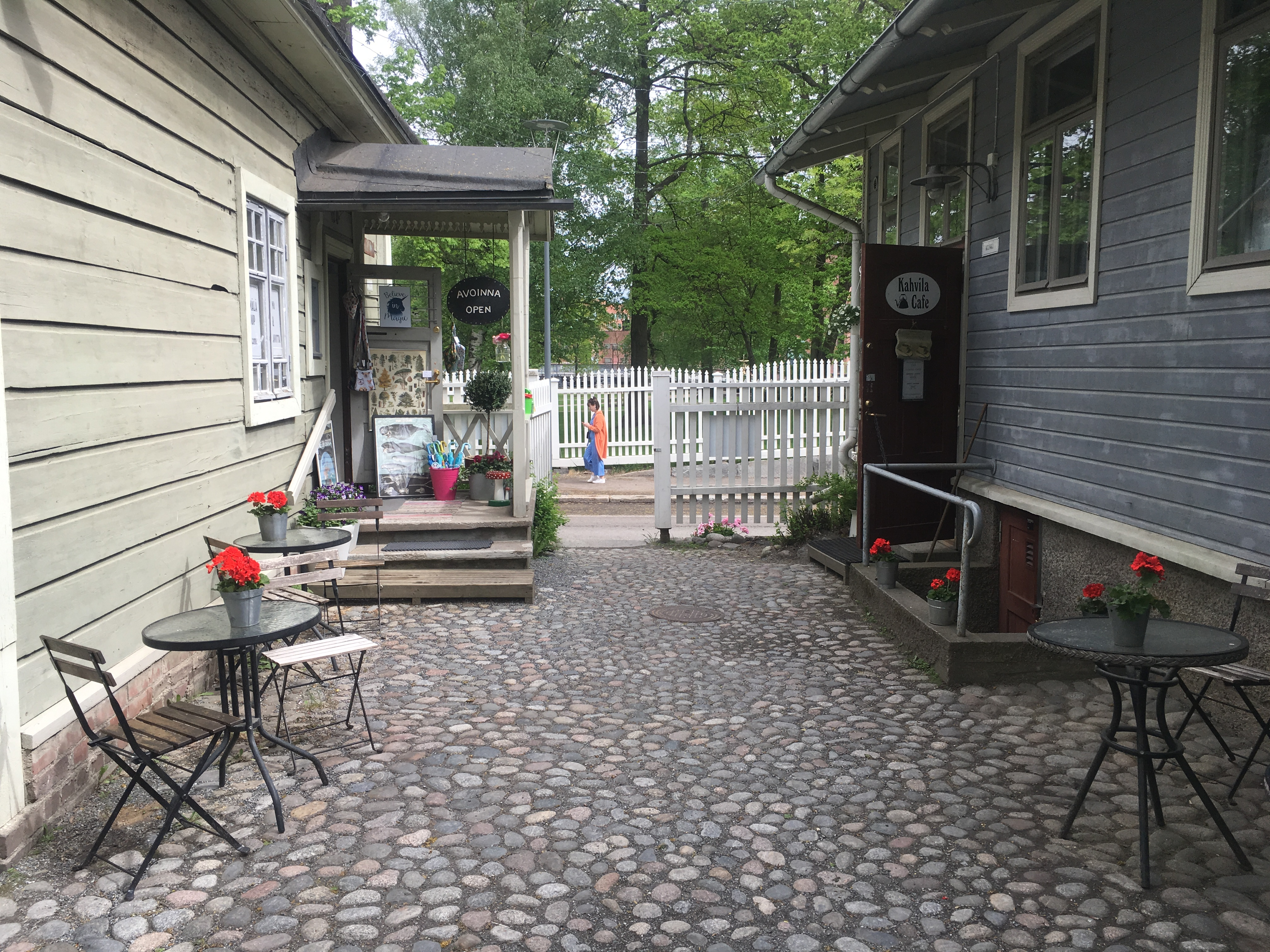